# Municipio de Las Vigas
El municipio de Las Vigas es uno de los 85 municipios que integran al estado mexicano de Guerrero. Fue constituido el 31 de agosto de 2021 por la LXII Legislatura del Congreso del Estado de Guerrero a partir de 19 localidades del municipio de San Marcos.

## Historia
El 13 de julio de 2021 el Congreso del Estado de Guerrero aceptó la iniciativa enviada por el gobernador Héctor Astudillo Flores para la creación de cuatro nuevos municipios en el estado. Para validar la creación del municipio de Las Vigas se realizó una encuesta de opinión entre los habitantes de su territorio el 14 y 15 de agosto con el apoyo de la Facultad de Matemáticas de la Universidad Autónoma de Guerrero. Posteriormente, el 31 de agosto, el Congreso del estado aprobó formalmente la creación del municipio, escindiendo 19 localidades del municipio de San Marcos.
En febrero de 2024 el congreso del estado estableció el ayuntamiento provisional del municipio. En junio fue electo el primer ayuntamiento constitucional y el 30 de septiembre Leopoldina Cruz Ventura asumió como primera presidente municipal de Las Vigas.

## Demografía

### Localidades
En el censo de 2020 el municipio de Las Vigas contaba con 32 localidades.
| Código INEGI      | Localidad         | Población (2020) |
| ----------------- | ----------------- | ---------------- |
| 120820001         | Las Vigas         | 4 762            |
| 120820018         | Estero Verde      | 932              |
| 120820003         | Alto de Ventura   | 764              |
| Otras localidades | Otras localidades | 3 484            |
| Total municipal   | Total municipal   | 9 942            |